# الفانجيز!
الفانجيز! (بالإنجليزية: !The Fungies) وتعني حرفيًا «الفطريات» هو مسلسل رسوم متحركة أمريكي أنتج من قبل شركة كرتون نتورك ستوديوز في عام 2020 من تأليف ستيفن بي نيري وإخراج ديريك إيفانيك وديانا لافياتيس وجاي فالكونر وكاتي ألدوورث وبث لأول مرة في تاريخ 20 أغسطس من عام 2020 في الولايات المتحدة، يحكي المسلسل قصة مدينة خيالية في عصر ما قبل التاريخ تدعى «فانجي» وتسكنها الفطريات من مختلف الأنواع ومنهم فطر في عمر المدرسة يدعى «سيث» (Seth) يقوم هو وأصدقائه باكتشاف العالم حولهم.
تم إصدار الموسم الثالث والأخير من العرض في 16 ديسمبر من عام 2021.

## الأصوات العربية
عماد فغالي - سيث (الصوت الأول)
عبدو حكيم - سيث (الصوت الثاني)
علاء زاعور - باسكال (الصوت الأول)
سهير نصر الدين - المدرسة تيري، التوام، كلوديت واصوات أخرى
رنا بركات - ميرثا، ليل ليمون
نور عباس - بام (الصوت الأول)
سيلفانة فلفلة - نانسي
روزي الخولي - نيفين
غدير بزي - بام (الصوت الثاني)

## وصلات خارجية
- الفانجيز! على موقع IMDb (الإنجليزية)
- الفانجيز! على موقع روتن توميتوز (الإنجليزية)
- الفانجيز! على موقع ميوزك برينز (الإنجليزية)
- الفانجيز! على موقع كينوبويسك (الروسية)
- الفانجيز! على موقع قاعدة بيانات الفيلم (الإنجليزية)